# Артёмовские луга (Нижегородская область)
Артёмовские луга — природный комплекс на территории Нижегородской области. Один из последних сохранившихся участков естественной Волжской поймы.   Общая площадь территории — 3000 га. В настоящий момент ведутся работы по проектированию особо охраняемой природной территории — природного парка регионального значения «Артемовские луга». Проект в стадии согласования границ ввиду имеющихся других природопользовательских проектов, непосредственно запланированных на территории Артемовских лугов.

## Расположение

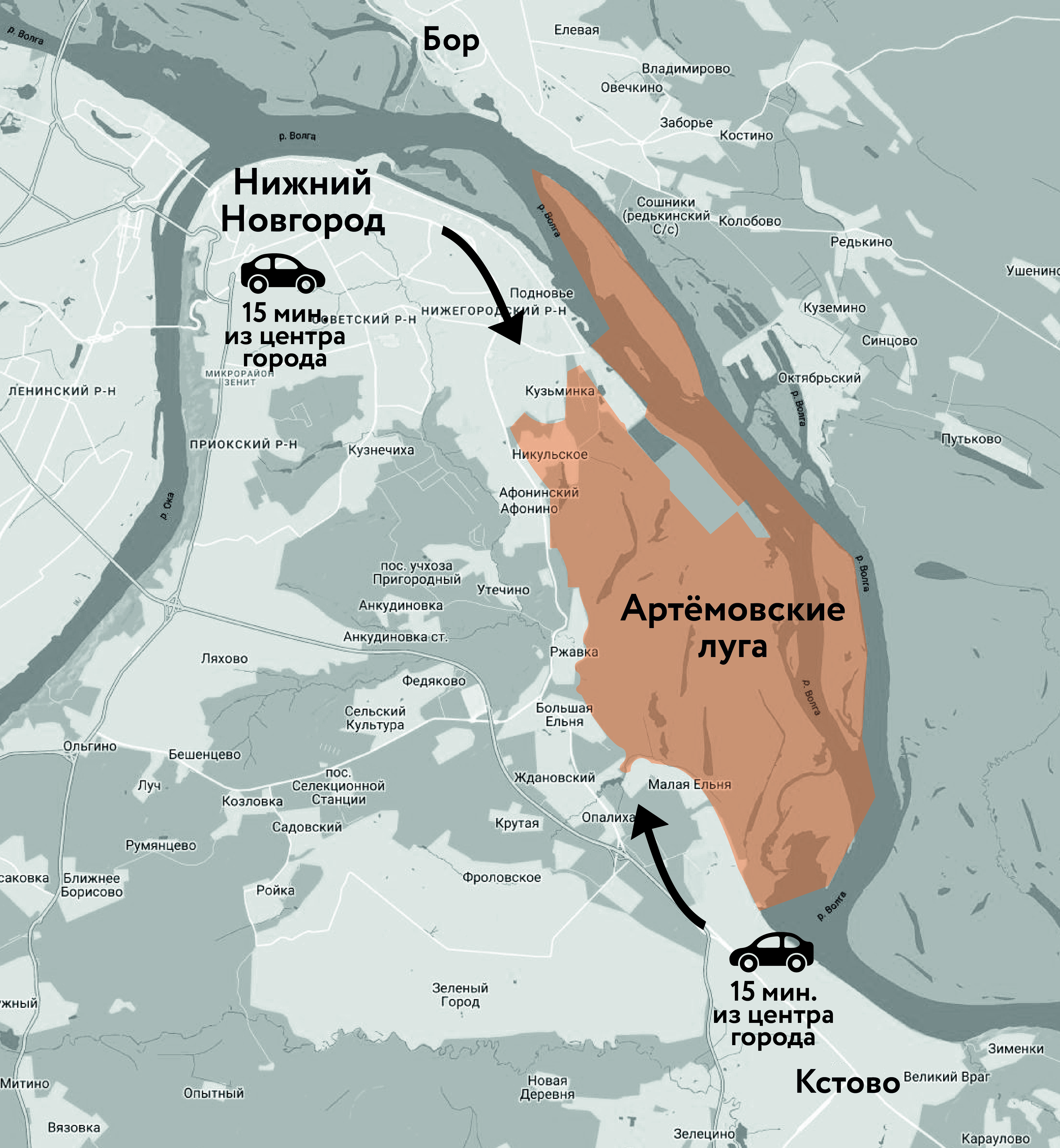
Расположение территории Артёмовских лугов

Расположены в непосредственной близости от Нижнего Новгорода, в направлении города Кстово, в границах от слободы Подновье до бывшей деревни Столбищи (ныне микрорайон города Кстово). По отношению к Нижегородской агломерации территория располагается практически в её центре.

## Происхождение названия
Пять столетий назад в первых найденных архивных документах название Артёмовских лугов звучало как «Артемьевские» или «Ортемьевские». Название, вероятно, имеет отношение к древнему дворянскому роду Артемьевых, летописным родоначальником которого был Иван Васильевич Артемьев, участник походов Ивана Грозного на Казань в середине XVI века и взятия Казани в 1552 году в составе первого полка 150-тысячной армии царя Ивана IV.

## Физико-географическая характеристика
Артёмовские луга — участок правобережной и островной поймы р. Волга. Слева пойма ограничена берегом Волги, справа — высокой (до 30 м) и крутой террасой. Уклон поймы с севера на юг. Береговая линия составляет 8 км.
Большая часть территории подтапливается в весеннее половодье. Артёмовские луга относятся к зоне 1 % паводка, то есть раз в 100 лет они уходят под воду полностью.
Территория лежит в зоне смешанных хвойно-широколиственных лесов, в пределах агролесо-ландшафта правобережной поймы Волги.
В Артёмовские луга также входят острова Подновский, Савин и Собачий Проран.

## Растительность
Растительность в основном представлена луговыми травянистыми сообществами. Особую ценность представляют участки реликтовых пойменных дубрав. За один полевой сезон регистрируется не менее 450 видов растений.

## Фауна
На территории Артёмовских лугов известно 243 вида птиц, что составляет более 80 % от общего числа видов птиц Нижегородской области.
Подтверждено пребывание редкого вида — русской выхухоли, эндемика России, внесённого в Красный список Международного союза охраны природы и Красную книгу РФ. Данный реликтовый вид находится под угрозой исчезновения.

## Роль в природе и значение для человека
Уникальные природные условия Артёмовских лугов вносят большой вклад в биоразнообразие региона и способствуют поддержанию экологической чистоты Волги. Территория служит местом отдыха населения, имеет научный интерес, как последняя сохранившаяся Волжская пойма с большим видовым разнообразием.

## Проблемы сохранения
Территория подвержена высокой антропогенной нагрузке, проявляющаяся в ряде проблем:
1. Стихийные свалки.[11][12]
2. Природные пожары. В 2021 году на территории лугов случилось 2 крупных природных пожара: 18 апреля и 19 сентября[13]. Площадь, охваченная пожаром, составила около 500 га, что составляет шестую часть территории лугов.
3. Охота. Артёмовские луга относятся к территориям МБУ «Кстовское охотничье хозяйство» Кстовского муниципального района Нижегородской области[14]. Охота представляет угрозу как для видов, занесённых в Красные книги России и Нижегородской области, так и для жителей близлежащих населённых пунктов.
4. Проект «восточного обхода Нижнего Новгорода». Трасса отрежет заливные луга от берега р. Волги, что приведёт к деградации биоценоза[15].

## Перспективы использования
Общественность поддерживает идею создания в Артёмовских лугах природного парка. Территория может быть использована в качестве основной городской платформы экологического образования и просвещения, воспитания следующих поколений нижегородцев, любящих и ценящих природу родного края.
Основными перспективными направлениями развития Артёмовских лугов являются:
1. Изучение и охрана природы[1][10].
2. Экопросвещение и экообразование[1].
3. Рекреация и туризм. Велопрогулки, катание на лошадях, купание, рыбная ловля, пленэры[10].

## Мероприятия, связанные с Артемовскими лугами

### Фотовыставка «Артёмовские луга — жемчужина Нижегородского Поволжья»
Фотовыставка представляет собой выставку художественной фотографии, на которых были показаны различные обитатели лугов, в том числе виды, занесённые в Красные книги Российской Федерации и Нижегородской области. Фотовыставка за 2021 год посетила 6 мест: в г.. Нижний Новгород — ул. Большая Покровская, напротив ДК Свердлова, пл. Маркина, парк Швейцария на фестивале BOTANICA; в Малой Ельне — на ярмарке и фестивале народных талантов ArtЕльня; в г. Кстово — на бульваре Мира, а также на парковой зоне ТЦ «Мега». Модифицированная выставка «Культурный ландшафт Артёмовские луга», дополненная картинами художника Леонида Колосова открывалась в 2022 г. в ТРК «Фантастика», в НМУ им. М. А. Балакирева, в фойе Нижегородского Государственного Архитектурно-Строительного Университета (ННГАСУ), на Выставке искусств АРТ МИР, в Павильоне «Vместе» в г. Кстово, в Центре Народной культуры «Берегиня», на фестивале непризнанных талантов «ARTельня» и др.

### Проект на платформе iNaturalist
На Интернет-платформе iNaturalist, являющейся совместной инициативой Калифорнийской академии наук и Национального географического общества, в 2020 г. В. Е. Юсупов создал проект «Артёмовские луга». Данный проект аккумулирует информацию о наблюдениях различных исследователей на территории Артёмовских лугов. На данный момент по данным платформы известно более 1500 видов живых организмов, зарегистрированных на территории Артемовских лугов, включая 129 редких видов, занесенных в Красную книгу России и Красную книгу Нижегородской области. 

### Эколого-просветительские проекты
С 2022 года реализуются эколого-просветительские проекты, заключающиеся в проведении интерактивных занятий в образовательных учреждениях г. Нижнего Новгорода и Кстова, проведении экскурсий по экологическим тропам («орнитологической» и «Артемовские луга — ковчег биоразнообразия») и проведении конкурсов детского рисунка и методических разработок по экологическому воспитанию среди студентов и работающих специалистов. Проекты реализуются в том числе при грантовой поддержке: «Красота в глазах смотрящего» и «Родная Природа!» при поддержке Компании «Лукойл» (2023 и 2025 год соотвественно), «Здравствуй, Природа!» при поддержке Правительства Нижегородской области (2024–2025 гг.).

### Книга-фотоальбом «Артемовские луга — эталон природы Нижегородского Поволжья»
В 2024 году была издана книга-фотоальбом. Она включает оригинальные фотоснимки 151 вида редких и охраняемых растений и животных, обитающих в Артемовских лугах. Работы известных Нижегородских фотографов-анималистов дополнены сведениями о биологии животных и растений, их охранном статусе и присутствии в Артемовских лугах. Труд создавался в течение 2 лет.

### Выставка картин «Лугов Артёмовских рассветы и закаты»
23 июня — 3 июля 2024 года в Артемовских лугах прошел пленэр, в котором приняли участие члены Союза художников России. По результатам пленэра проведен ряд выставок картин. В экспозиции представлены работы десяти нижегородских художников: Ольги Бормотовой, Ивана Ворожейкина, Светланы Ворожейкиной, Ольги Колесовой, Леонида Колосова, Оксаны Костиной, Алексея Мясникова, Натальи Назаровой, Натальи Смирновой и Татьяны Яковлевой. Выставки прошли в Нижегородской государственной областной универсальной научной библиотеке им. В. И. Ленина и в Детской художественной школе г. Бор, на Выставке искусств АРТ МИР.

### Семейный экофестиваль АртЛуга
Фестиваль в Артёмовских лугах на берегу р. Волги состоялся первый фестиваль. Первый фестиваль в 2022 году посетило 1000 человек, в 2023 г. – 1500, в 2024 г. – более 2300. Экофестиваль совмещает в себе экологическое просвещение с выполнением ряда социально-культурных функций: вклад в развитие и продвижение местных ремесленников и изготовителей продукции, предоставление услуг по саморазвитию, сохранению и поддержанию здоровья, совместному творческому времяпрепровождению . В 2024 году семейный экологический фестиваль прошел при поддержке Фонда президентских грантов

### Субботники в АртЛугах
Субботники начали проводить с 2022 года, тогда было привлечено около 20 волонтеров и убрано 30 мешков мусора, в 2023 году было проведено 3 субботника, в которых приняло участие в общем числе 80 волонтеров, убравших 24 кубометра мусора и 40 большегрузных шин, вывезенных с территории, расположенной вблизи места гнездования лебедей-шипунов. 2024 год уже привлек в общем числе более 120 волонтеров на 2 субботника, прошедших в рамках всероссийской волонтерской акции «Вода России» при поддержке Министерства экологии и природных ресурсов Нижегородской области. Заметно поредело количество мусора на традиционном месте уборки и в последнюю акцию волонтеры даже выбрались в другое место, чтобы убрать несанкционированную свалку рядом с озером «Святое» в «глубине» Артемовских лугов. Всего было убрано 32 кубометра мусора.